# Seca roja reja
«Seca roja reja» es una canción interpretada por la banda  de rock costarricense Gandhi, que fue publicada en su álbum debut de estudio titulado En el jardín del corazón (1997).

## Antecedentes
La canción fue escrita por Abel Guier (líder de la banda), y que parece simbolizar una conexión perpetua más allá de la vida física del ser humano.
En 1998, participa en el "Rock Fest", principal evento de música rock del país, cubierto en esa ocasión por MTV Latino cantando varios temas de su primer álbum. Dicho concierto deja claro que la banda se había convertido en el grupo nacional favorito del público.

## Lista de canciones

### CD - Promo
| Inmortales — Single |              |          |  |
| N.º                 | Título       | Duración |  |
| 1.                  | «Inmortales» | 3:57     |  |

## Posiciones en las listas
| Listas (1998)                               | Posición |
| ------------------------------------------- | -------- |
| Estados Unidos Billboard Rock Latin Airplay | 90       |

## Premios y nominaciones
| Año  | Publicación | País | Lista                                 | Puesto |
| ---- | ----------- | ---- | ------------------------------------- | ------ |
| 2006 | Alborde     | EUA  | 500 canciones del Rock Iberoamericano | 421°   |